# Ranstadt
Ranstadt – gmina w Niemczech, w kraju związkowym Hesja, w rejencji Darmstadt, w powiecie Wetterau. Gmina 30 czerwca 2013 liczyła 4917 mieszkańców.

## Historia
Ranstadt jest jedną z najstarszych osad dawnej jednostki administracyjnej Wettereiba w dawnej prowincji Górna Hesja.

## Współpraca
Miejscowość partnerska:
- Opwijk, Belgia (kontakty utrzymuje dzielnica Ober-Mockstadt)

## Przypisy

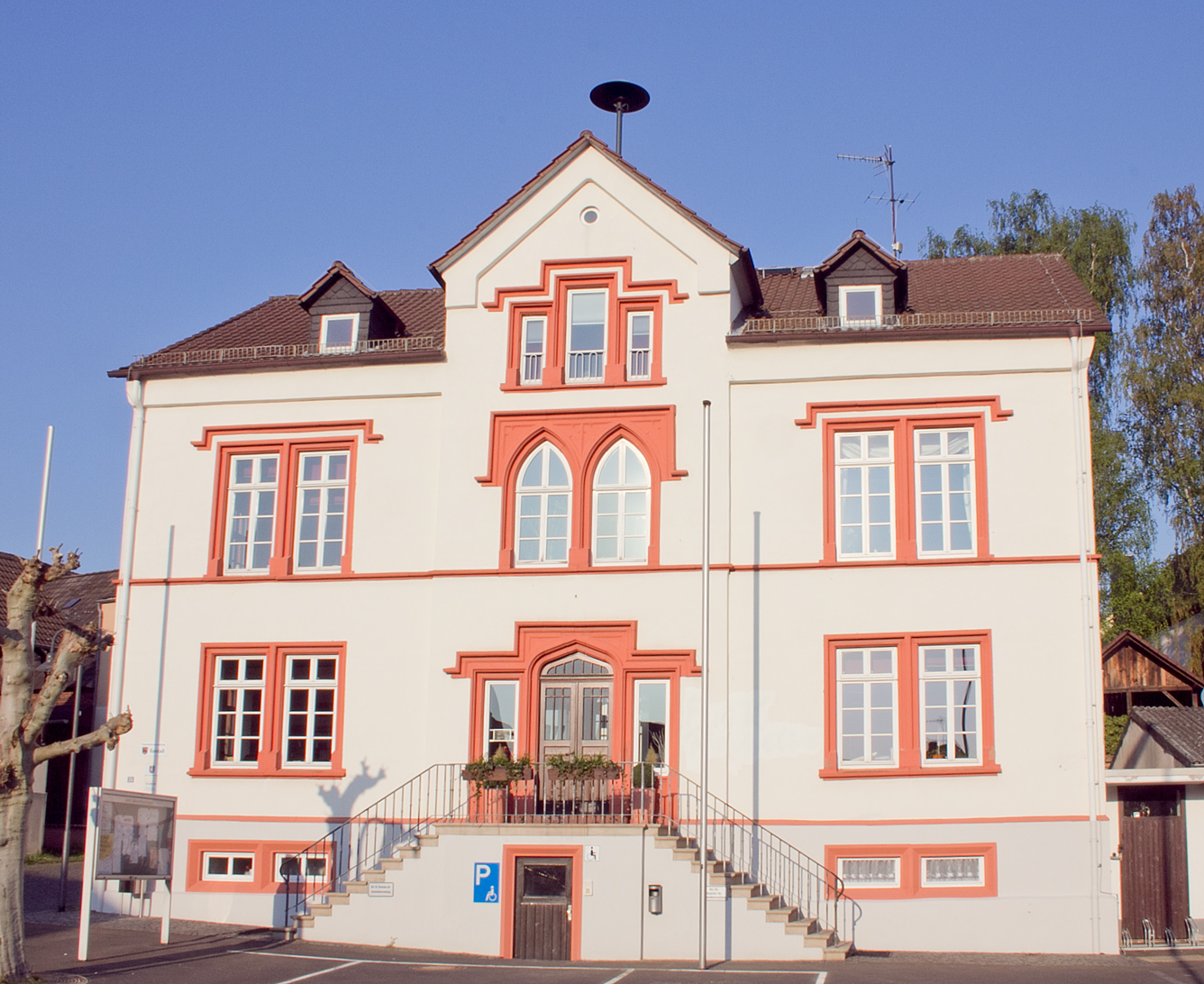
Ratusz w Ranstadt
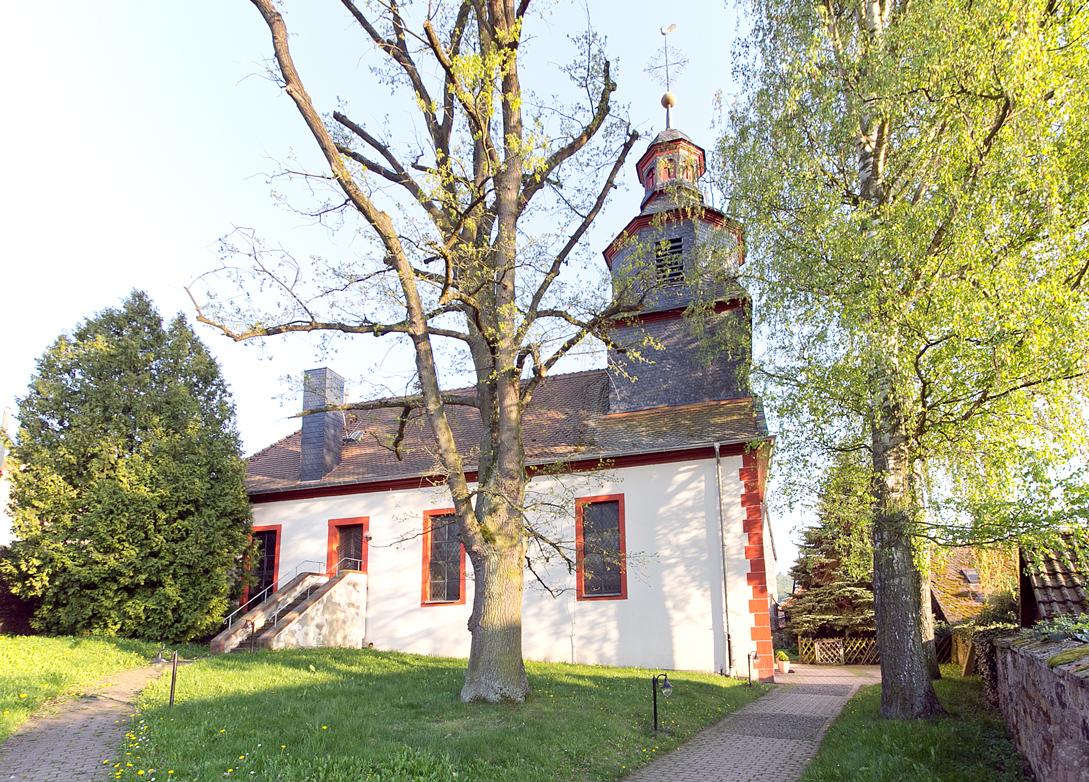
Kościół ewangelicki